# Udev
udev 是Linux kernel的设备管理器，主要管理/dev目錄底下的设备节点。它同时也是用来接替devfs及hotplug的功能，这意味着它要在添加/删除硬件时处理/dev目录以及所有用户空间的行为，包括加载固件时。
udev的最新版本依赖于升级后的Linux kernel 2.6.13的uevent接口的最新版本。使用新版本udev的系统不能在2.6.13以下版本启动，除非使用noudev参数来禁用udev并使用传统的/dev来进行设备读取。
2012年4月，udev被合併至systemd。

## 概要
在传统的Linux系统中，/dev目录下的设备节点为一系列静态存在的文件，而udev则动态提供了在系统中实际存在的设备节点。虽然devfs提供了类似功能，udev的支持者也给出了很多udev实现得比devfs好的理由：
- udev支持设备的固定命名，而并不依赖于设备插入系统的顺序。默认的udev设置提供了存储设备的固定命名。可以使用其vid（vendor）、pid（device）、设备名称（model）等属性或其父设备的对应属性来确认某一设备。
- udev完全在用户空间执行，而不是像devfs在内核空间一样执行。结果就是udev将命名策略从内核中移走，并可以在节点创建前用任意程序在设备属性中为设备命名。

## 运行方式
udev是一个通用的内核设备管理器。它以守护进程的方式运行于Linux系统，并监听在新设备初始化或设备从系统中移除时，内核（通过netlink socket）所发出的uevent。
系统提供了一套规则用于匹配可发现的设备事件和属性的导出值。匹配规则可能命名并创建设备节点，并运行配置程序来对设备进行设置。udev规则可以匹配像内核子系统、内核设备名称、设备的物理等属性，或设备序列号的属性。规则也可以请求外部程序提供信息来命名设备，或指定一个永远一样的自定义名称来命名设备，而不管设备什么时候被系统发现。

## 系统架构
udev系统可以分为三个部分：
- libudev函数库，可以用来获取设备的信息。
- udevd守护进程，处于用户空间，用于管理虚拟/dev
- 管理命令udevadm，用来诊断出错情况。

系统获取内核通过netlink socket发出的信息。早期的版本使用hotplug，并在/etc/hotplug.d/default添加一个链接到自身来达到目的。

## 命令格式
BUS 
总线
KERNEL 
内核名如sd*
ID 
设备id 如总线id
PLACE 
SYSFS{filename} 或 ATTR{filename}
PROGRAM 
调用外部程序 
RESULT 
匹配program返回的结果
NAME 
SYMLINK 
连接规则

## 编写规则
udev配置文件是/etc/udev/udev.conf，文件内容中很重要的一项是指定udev规则存储的目录，形如udev_rules=“/etc/udev/rules.d”. 指定的目录中存储一系列以.rules结束的规则文件，每个文件处理一系列规则来帮助udev分配名字给设备文件并保证内核可以识别此名字。
规则文件由系列键-值对组成，键值对分两类：匹配键(使用操作符"==","!="等)和赋值键(使用"=","+=",":="等)。匹配键判断规则是否应被应用，赋值键可以被分配一到多个值。
有些常用的键已经有了固定的含义，这里列举出最基本的几个。这也是基本规则之一，更多编辑规则请参见man udev页。   
- KERNEL - 匹配设备的内核名字
- SUBSYSTEM - 匹配设备的子系统
- DRIVER - 匹配设备驱动名
- NAME - 应当被采用为设备节点的名字
- SYMLINK - 一系列被作为设备节点替补名字的符号链接

常用键举例：KERNEL=="hdb", DRIVER=="ide-disk", NAME="my_spare_disk", SYMLINK+="sparedisk"

## 作者
udev由Greg Kroah-Hartman和Kay Sievers共同开发，并得到Dan Stekloff等人的帮助。